# Porto Mantovano
Porto Mantovano – miejscowość i gmina we Włoszech, w regionie Lombardia, w prowincji Mantua.
Według danych na rok 2004 gminę zamieszkiwały 13 344 osoby, 360,6 os./km².